# Соломин, Михаил Осипович
Михаи́л О́сипович Соло́мин (1907—1984) — советский хозяйственный, государственный и политический деятель, Герой Социалистического Труда.

## Биография
Родился в 1907 году в селе Ремонтное. Член КПСС с 1940 года.
С 1928 года — на хозяйственной, общественной и политической работе. В 1928—1967 гг. — тракторист совхоза «Гигант», красноармеец, командир отделения, курсант артшколы, командир батареи в Среднеазиатском военном округе, участник Великой Отечественной войны, командир 3-го дивизиона 67-го артиллерийского полка 83-й Туркестанской горно-стрелковой дивизии Закавказского фронта, командир 2-го дивизиона 331-го гвардейского артиллерийского полка 128-й гвардейской Туркестанской горно-стрелковой дивизии отдельной Приморской армии, управляющий подсобным хозяйством, управляющий отделениями № 9, № 2 и № 12, экспедитор по сдаче зерна, бригадир молочно-товарной фермы зернового совхоза «Гигант» Министерства совхозов СССР.
Указом Президиума Верховного Совета СССР от 5 марта 1949 года присвоено звание Героя Социалистического Труда с вручением ордена Ленина и золотой медали «Серп и Молот».
Умер в Сальском районе в 1984 году.